# Phyllis Lambert
Phyllis Barbara Lambert, nacida como Phyllis Barbara Bronfman (Montreal, Canadá, 24 de enero de 1927), es una arquitecta y filántropa canadiense, miembro de la Familia Bronfman.

## Biografía
Estudió en The Study, una escuela primaria independiente para niñas, y en el Vassar College, donde obtuvo una licenciatura en artes en 1948. El 17 de mayo de 1949 se casó en Montreal con Jean Lambert, que era consultor económico y el único hijo de Adolphe Lambert, de Elmhurst (Estados Unidos). La pareja se divorció en 1954.
En 1951, su padre, Samuel Bronfman, fundó Cemp Investments, una sociedad de inversiones para sus 4 hijos, de la que Phyllis obtuvo una participación de propiedad del 22%. Controlaba la The Seagram Company Ltd. Formó parte de la Junta Directiva de la filial de Cemp, Cadillac Fairview.
Lambert se mudó a Nueva York en 1954 para aprender más sobre arquitectura, y se graduó en el Instituto de Tecnología de Illinois en 1963. En la década de 1960 diseñó el Saidye Bronfman Centre for the Arts en Montreal. Como Directora de Planificación del Seagram Building, influyó para que Ludwig Mies van der Rohe se uniera al proyecto, recomendándolo también para el diseño del Toronto-Dominion Centre, proyecto en el que trabajó como asesora.
En 1975, fundó el grupo de preservación del patrimonio llamado Héritage Montréal. Fue su primera presidenta desde 1975 hasta 1983.
En 1979, fundó el Centro Canadiense de Arquitectura, un museo y centro de investigación en el barrio de Shaughnessy Village en Montreal, y donó 750 000 acciones de Seagram para ayudar a financiar el centro. También ha sido una defensora de la revitalización del distrito Shaughnessy Village. En 1989, la Shaughnessy House, una mansión del siglo xix que compró y salvó de la demolición, pasó a formar parte del Centro Canadiense de Arquitectura (CCA).
Ayudó dirigir una batalla exitosa contra un diseño anterior para el Place Montréal Trust en McGill College Avenue, que habría incluido una torre de oficinas que tapaba parcialmente la vista del Mont-Royal. Lambert se manifestó en las oficinas de Cadillac Fairview, de cuyo consejo formaba parte. Su trabajo también incluyó ser promotora de la restauración del Hotel Biltmore en Los Ángeles llevada a cabo por el arquitecto Gene Summers.
En 1985 pasó a ser miembro de la Orden de Canadá y pasó a ser Oficial en 1990, y promovida a Compañera en 2001. En 1985, fue nombrada Caballero de la Orden Nacional de Quebec, de la que fue promovida a Gran Oficial en 2005. En 1990, Lambert recibió un Doctorado en Bellas Artes en Arquitectura del Instituto Pratt. En 1992, fue nombrada Oficial de la Orden de las Artes y las Letras de Francia. Tiene títulos honoríficos de 26 universidades de Norteamérica y Europa.
Ganó el Premio Vincent Scully por el National Building Museum en 2006. El Director Ejecutivo, Chase Rynd, afirmó que "El Museo está honrado en presentar su Premio Vicent Scully del año 2006 y dárselo a Phyllis Lambert por una vida de logros sobresalientes en el diseño del entorno construido. Desde el edificio de Seagram a la CCA, a su trabajo como conservacionista y educadora, Phyllis Lambert ha profundizado el mundo que construimos para nosotros mismos."
En 2007, un documental sobre Lambert, Citizen Lambert: Joan of architecture, fue publicado por Filmoption International. La película fue dirigida por Teri Wehn-Damisch.
En 2014 se anunció que Lambert recibiría el León de Oro en la 14.ª Bienal de Arquitectura de Venecia. En 2016, ganó el Premio de la Fundación Wolf de las Artes.

## Premios y reconocimientos
- Miembro de la Orden de Canadá (1985)
- Caballero de la Orden Nacional de Quebec (1985)
- Oficial de la Orden de Canadá (1990)
- Doctorado Honorario en Bellas Artes en Arquitectura del Instituto Pratt (1990)
- Medalla de Oro del Instituto Real de Arquitectura de Canadá (1991)
- Compañera de la Orden de Canadá (2001)
- Gran Oficial de la Orden Nacional de Quebec (2006)
- Premio Vicent Scully del National Building Museum (2006)
- León de Oro por Logro de la Vida de la 14.ª Bienal de Arquitectura de Venecia (2014)
- Premio de la Fundación Wolf de las Artes (2016)